# Seznam švicarskih politikov
Seznam švicarskih politikov.

## A
- Heinrich Roman Abt
- Gustave Ador
- Andreas Aebi
- Max Aebischer
- Pierre Aeby
- Arnold Otto Aepli
- Louis Augustin d’Affry (Louis Auguste Philippe  d’Affry)
- Viola Patricia Amherd
- Albert Ammann
- Fridolin Anderwert
- Casimir von Arx
- Pierre Aubert

## B
- Jakob Huldreich Bachmann
- Johannes Baumann
- Élisabeth Baume-Schneider
- Martin Bäumle
- Simeon Bavier
- Alain Berset
- Andrea Bezzola
- Max Binder
- Martin Birmann
- Ivo Bischofberger
- Walter Bissegger
- Christoph Blocher
- Eduard Blösch
- Eduard Blumer
- Johann Jakob Blumer
- Othmar Blumer
- Elisabeth Blunschy
- Peter Bodenmann
- Felix Bonjour
- Claude Bonnard
- Roger Bonvin
- Eugène Borel
- Albert Friedrich Born
- Alphonse Bory
- Jean Bourgknecht
- Robert Bratschi
- Ernst Brenner
- François Briatte
- Walther Bringolf
- Pascale Bruderer
- Ernst Brugger
- Christiane Brunner
- Rudolf Brunner
- Toni Brunner
- Anton Büeler
- André Bugnon
- Fritz Bühlmann
- Gerold Bührer
- Dominique de Buman
- Thierry Burkart
- Didier Eric Burkhalter
- Karl Burckhardt-Iseli
- Karl Burckhardt (Carl Jacob Burckhardt)
- Lukas Burckhardt
- Thierry Burkart
- Didier Burkhalter
- Rolf Büttiker

## C
- Henri Calame
- Micheline Calmy-Rey
- Felix Calonder
- Martin Candinas
- Guglielmo Canevascini
- Marina Carobbio Guscetti
- Corina Casanova
- Ignazio Cassis
- Enrico Celio
- Nello Celio
- Paul Cérésole
- Jean-Jacques Challet-Venel
- Marco Chiesa
- Paul Chaudet
- Georges-André Chevallaz
- Marco Chiesa
- Yves Christen
- Ernest Chuard
- Étienne Clavière
- Gaston Clottu
- Robert Comtesse
- Joseph Condrau
- Hans Conzett
- Auguste Cornaz
- Flavio Cotti
- Pierre de Coubertin
- Pascal Couchepin
- Gilbert Coutau
- Robert Cramer

## D
- Édouard Dapples
- Camille Decoppet
- Joseph Deiss
- Jean-Pascal Delamuraz
- Marcel Dettling
- Adolf Deucher
- Verena Diener
- Eugen Dietschi
- Ruggero Dollfus
- Ruth Dreifuss
- Numa Droz
- Henri Druey
- Jakob Dubs
- Élie Ducommun
- Emil Duft
- Henri Dunant

## E
- Christine Egerszegi-Obrist
- Mathias Eggenberger
- Friedrich Eggli
- Jacques-Simon Eggly
- Alphons Egli
- Arthur Eugster
- Alfred Escher
- Josef Escher
- Philipp Etter
- Raymond Evéquoz

## F
- Georges Favon
- James Fazy
- Hans-Jürg Fehr
- René Felber
- Markus Feldmann
- Lutz Fischer
- Nicholas von der Flue
- Constant Fornerod
- Ludwig Forrer
- Stefano Franscini
- Enrico Franzoni
- Emil Frey
- Friedrich Frey-Herosé
- Charles Friderich
- Rudolf Friedrich
- Daniel Frischknecht
- Kurt Furgler
- Wilhelm Fürholz
- Jonas Furrer

## G
- Rudolf Gallati
- Evaristo Garbani-Nerini
- Alexandre Gavard
- Rudolf Geilinger
- Florian Gengel
- Jean-René Germanier
- Adolf Germann
- Henri Gétaz
- Ida Glanzmann-Hunkeler
- Balthasar Glättli
- Rudolf Gnägi
- Albert Gobat?
- Charles Albert Gobat
- Solomon Lazarov Goldstein
- Petra Gössi
- Fritz Göttisheim
- Ernest-Paul Graber
- Pierre Graber
- Maya Graf
- Thomas Greminger
- Hermann Greulich (1842-1925) nemško-švicarski socialist
- Robert Grieshaber
- Robert Grimm
- Jürg Grossen
- Hans Grunder
- Fritz Grütter
- André Guinand
- Wilhelm Gustloff
- Paul Gysler

## H
- Robert Haab
- Brigitte Häberli-Koller
- Eduard Häberlin
- Heinrich Häberlin
- Hermann Häberlin
- Bernhard Hammer
- Fritz Hauser
- Walter Hauser
- Joachim Heer
- Hermann Heller
- Nicolaus Hermann
- Wilhelm Hertenstein
- Adam Herzog
- Eva Herzog
- Otto Hess
- Lorenz Hess
- Peter Hess
- Josef Hildebrand
- Johann Hirter
- Jean-Pierre Hocké
- Karl Jakob Hoffmann
- Emil Hofmann
- Fritz Hofmann
- Johann Jakob Hohl
- Thomas Holenstein
- Fritz Honegger
- Helmut Hubacher
- Johann Rudolf Huber
- Johannes Huber
- Annemarie Huber-Hotz
- Aimé Humbert
- Jules Humbert-Droz
- Bruno Hunziker
- Hans Hürlimann

## I
- Emil Isler

## J
- Gottlieb Jäger
- Claude Janiak
- Beat Jans
- Jörg Jenatsch
- François Jeanneret
- Johann Jenny
- Rob Jetten
- Adolphe Jordan

## K
- Simon Kaiser
- Irène Kälin
- Karl Kappeler
- Karl Karrer
- Johann Joseph Keel
- Augustin Keller
- Emil Keller
- Gottfried Keller
- Karin Keller-Sutter
- Armin Kellersberger
- Johann Konrad Kern
- Emil Klöti
- Melchior Josef Martin Knüsel
- Karl Kobelt
- Ursula Koch
- Arnold Koller
- Elisabeth Kopp
- Joseph Kuntschen
- Arnold Künzli
- Franz Josef Kurmann
- Erwin Kurz

## L
- François Lachat
- Adrien Lachenal
- Martin Landolt
- Hedi Lang
- Otto Lang
- Josef Leu
- Jean-François Leuba
- Moritz Leuenberger
- Georg Leumann
- Doris Leuthard Hausin
- Christian Levrat
- Auguste Lindt (UNHCR)
- Emil Lohner
- Ricardo Lumengo
- Ruedi Lustenberger
- Carl Lutz (diplomat)

## M
- Albert Mächler
- Jean-Philippe Maitre
- Christa Markwalder
- Eduard Marti
- Jules Martin
- Ueli Maurer
- Liliane Maury Pasquier
- Lisa Mazzone
- Hans-Rudolf Merz
- Ruth Metzler (-Arnold)
- Mattea Meyer
- Thérèse Meyer
- Jacques-Barthélemy Micheli du Crest
- Rudolf Minger
- Ludwig von Moos
- Henri Morel
- Isabelle Moret
- Giuseppe Motta
- Gustav Muheim
- Josef Munzinger

## N
- Wilhelm Matthias Naeff
- Napoleon III.
- Jacques Necker
- Niklaus Niggeler
- Ernst Nobs
- Eric Nussbaumer

## M
- Paul Maillefer
- Christa Markwalder
- Louis Martin
- Ulrich "Ueli" Maurer
- Ruth Metzler
- Albert Meyer
- Paul Migy
- Rudolf Minger
- Giuseppe Motta
- Anton Muheim
- Charles Müller
- Eduard Müller
- Philipp Müller
- Oskar Munzinger
- Jean-Marie Musy

## N
- Emil Nietlispach

## O
- Hermann Obrecht
- Peter Ochs
- Hans Oprecht
- Adolf Ogi
- Ulrich Ochsenbein

## P
- Guy Parmelin
- Fulvio Pelli
- Henri Perret
- Louis Perrier
- Max Petitpierre
- Friedrich Peyer im Hof
- Gerhard Pfister
- Casimir Pfyffer
- Jules Philippin
- Albert Picot
- Aleardo Pini
- Giovanni Battista Pioda
- Alfred von Planta
- Andreas Rudolf von Planta
- Pompejus von Planta
- Rudolf von Planta
- Fritz Platten
- Valentine Python

## R
- Luzius Raschein
- Luc Recordon
- Alexander Reichel
- Karl Reichlin
- Rudolf Reichling
- Gottfried Reimann
- Ernst Reinhard
- Karl Renold
- Yann Richter-Du Pasquier
- Willi Ritschard
- J. Arnold Robert-Tissot
- Charles Pictet de Rochemont
- Jules Roguin
- Melchior Römer
- Virgile Rossel
- Charles Rosselet
- Viktor Rossi
- William Rossier
- Stéphane Rossini
- Albert Rösti
- Rodolphe Rubattel
- Marc-Émile Ruchet
- Louis Ruchonnet
- Claude Ruey
- Eugène Ruffy
- Victor Ruffy
- Johann Jakob Rüttimann
- Regula Rytz

## S
- Christian Sahli
- Hans Schaffner
- Alfred Schaller
- Henri Gaspard de Schaller
- Karl Schenk
- Johann Jakob Scherer
- Paul Scherrer
- Karl Scheurer
- Johann Ulrich Schiess
- Leon Schlumpf
- Arthur Schmid
- Jacques Schmid
- Samuel Schmid
- Johann (Nikolaus) Schneider-Ammann
- Elisabeth Schneider-Schneiter
- Josef Anton Schobinger
- Heinrich Gustav Schoch
- Robert Schöpfer
- Edmund Schulthess
- Hermann Schüpbach
- Samuel Schwarz
- Adhémar Schwitzguébel
- Hanspeter Seiler
- Friedrich Siegfried
- Rinaldo Simen
- Chiara Simoneschi-Cortesi
- Ludwig Snell
- Carlo Sommaruga
- Cornelio Sommaruga
- Simonetta Sommaruga
- Carl Spahn
- Paul Speiser
- Willy Spühler
- August Stähelin
- Jürg Stahl
- Hans Stähli
- Judith Stamm
- Jakob Stämpfli
- Walther Stampfli
- Albert Steck
- Johann Jakob Stehlin
- Karl Rudolf Stehlin
- Eduard von Steiger
- Jakob Robert Steiger
- Silvia Steiner
- Otto Stich
- Abraham Stocker
- Joseph Stockmar
- Johannes Stössel
- Hans Sträuli (Hans Streuli)
- Marianne Streiff-Feller
- Lilian Studer
- Rudolf Stüssi

## Š
- Mirjana Špoljarić Egger (RK)

## T
- Adrien Thélin
- Walter Thurnherr
- Adèle Thorens Goumaz
- Henri de Torrenté
- Maurice Troillet
- Ignaz Paul Vital Troxler
- Hans-Peter Tschudi

## U
- Lilian Uchtenhagen
- Hans Uhlmann
- Paul Emil Usteri

## V
- Henry Vallotton
- Antoine Vessaz
- Wilhelm Vigier
- Kaspar Villiger
- William Vontobel

## W
- Friedrich Traugott Wahlen (Fritz Wahlen)
- Hansjörg Walter
- Heinrich Walther
- Alfred Weber
- Johann Weber
- Max Weber
- Johann Baptist Weder
- Pierre Weiss
- Emil Welti
- Cédric Wermuth
- Ernst Wetter
- Max Wey
- Johann Heinrich Wieland
- Eveline Widmer-Schlumpf
- Karl Emil Wild
- Josef Winiger
- Adalbert Wirz
- Theodor Wirz
- Eugen Wullschleger
- Adrian Wüthrich

## Z
- Josef Zemp
- Karl Zgraggen
- Berthe Zimmermann
- Esajas Zweifel
- Karl Zyro